# エイミー・マッケイ
エイミー・マッケイ (Amy Mckay、1968年 - ) は、アメリカ合衆国出身、現在はカナダのノバスコシア州在住の小説家・劇作家・ジャーナリストである。

## 経歴
エイミー・マッケイは、アメリカ合衆国インディアナ州レバノン出身の小説家で、インディアナ州立大学を卒業後、アメリカ合衆国イリノイ州シカゴに移住し、そこで旦那さまと出会い、現在は旦那さまと2人の息子とカナダのノバスコシア州のファンディ湾で在住している。キャリアは、フリーランスのライターとして、カナダ放送協会のラジオ局で開始した。
彼女のドキュメンタリー『Daughter of Family G』は 、2003年のアトランティックジャーナリズム賞でジャーナリズムメダリオンの優秀賞を受賞。 彼女はカナダ作家連盟の短散文コンテストのファイナリストであり、 ノバスコシア州観光文化遺産省から助成金も受領している。

## 著書
エイミー・マッケイの著書は、いずれも日本語には翻訳されておらず、まだ日本では原語版（英語）のみ販売か、まだ販売されていないものがある。
- The Birth House[3]― 出版社: Knopf (Canada)
- Daughter of Family G[4]― 出版社: Knopf (Canada)
- Half Spent was the Night[5]― 出版社: Knopf (Canada)
- The Virgin Cure[6]― 出版社: Knopf (Canada)
- The Witches of New York[7]― 出版社: Knopf (Canada)

## 所属団体
- The Writers Federation of Nova Scotia - Writer's Council Member [8]